# Ikarus C42

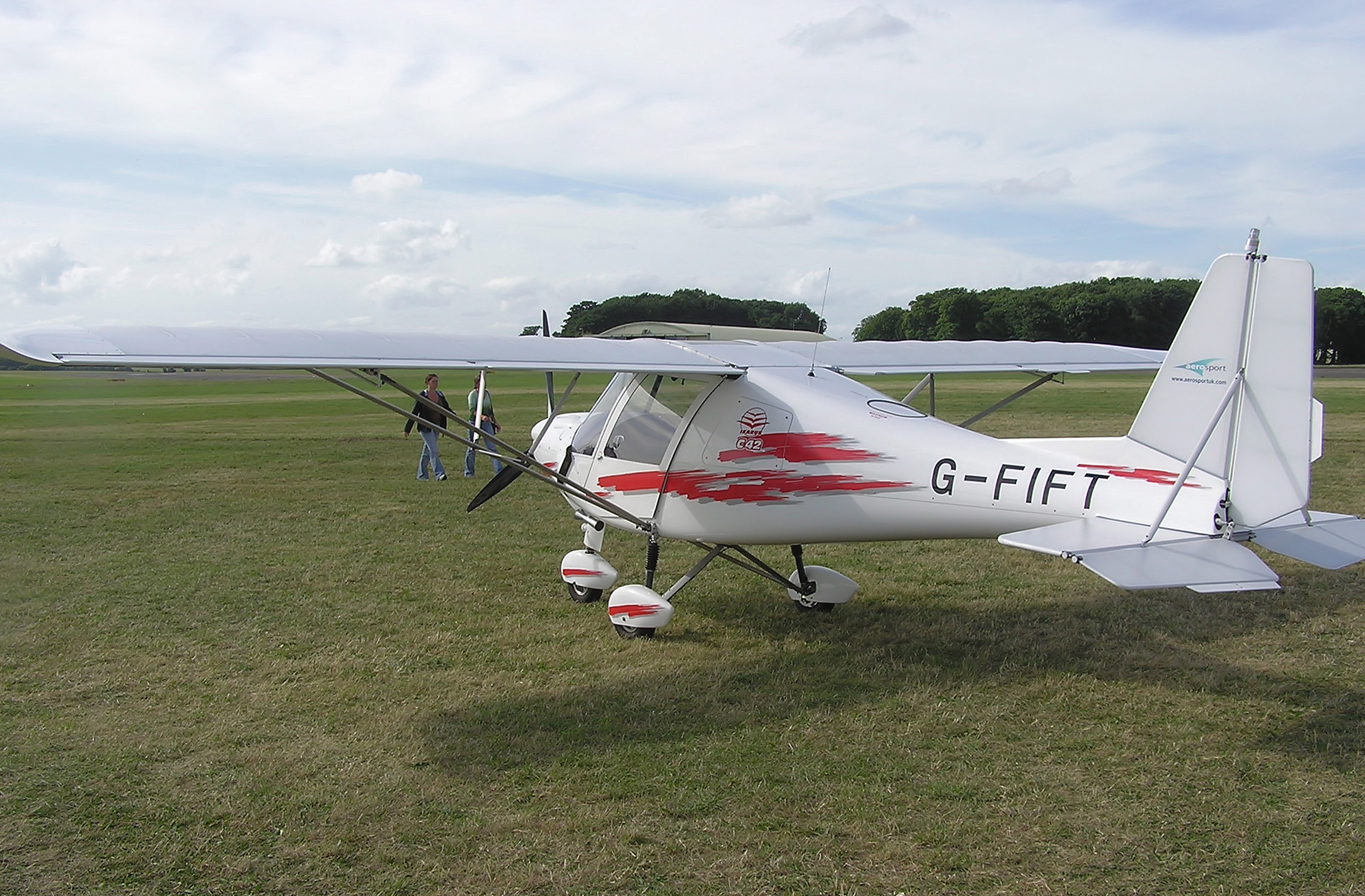
Ikarus C42

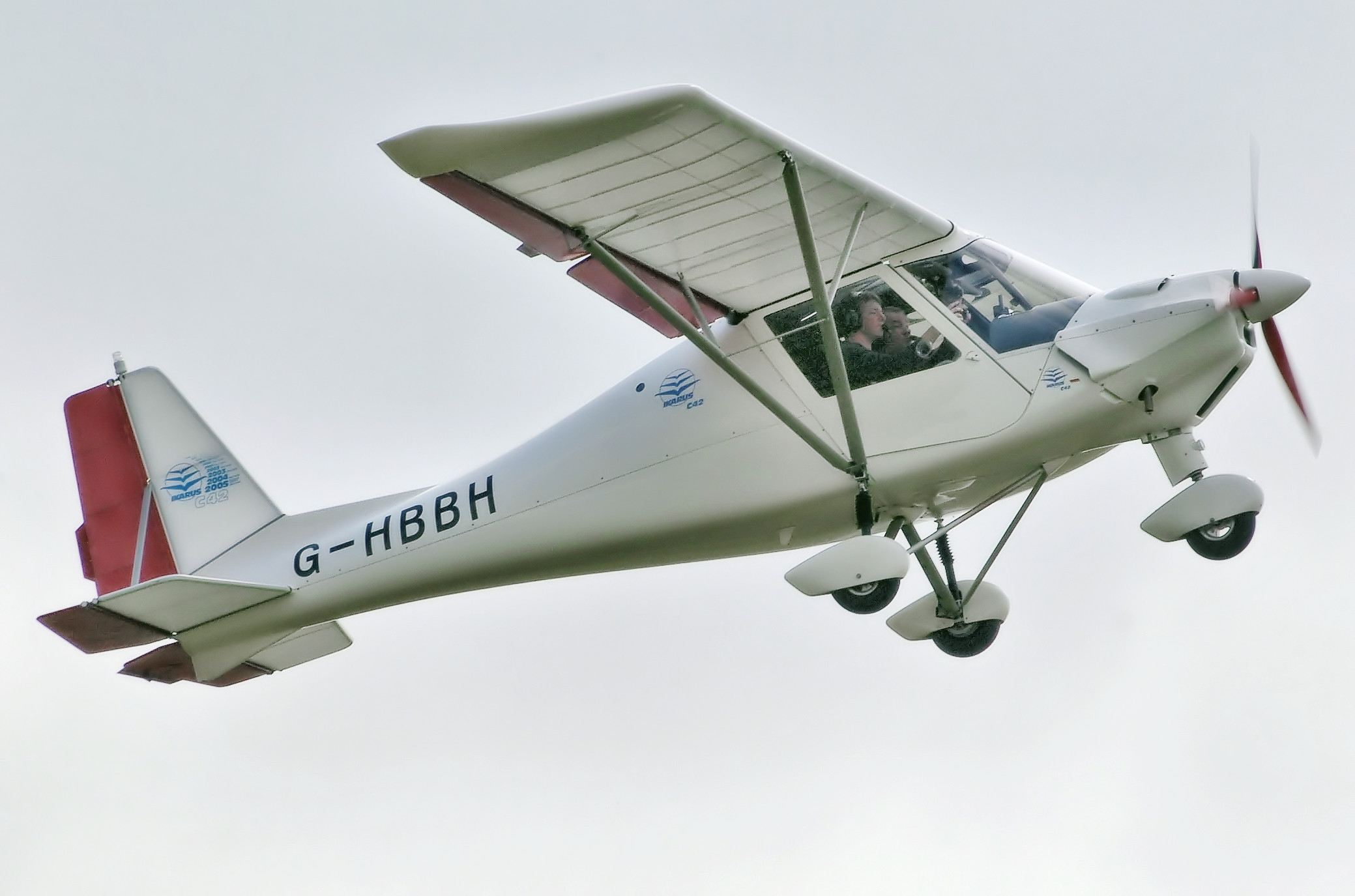
Ikarus C42

De Ikarus C42 is een in Duitsland geproduceerd ultralicht motorluchtvaartuig. Het vliegtuig wordt door COMCO IKARUS GmbH geproduceerd. Het wordt voornamelijk gebruikt voor vlieglessen en pleziervluchten. Het vliegtuig heeft een brandstofverbruik van 11 tot 13 liter per uur wanneer er op een kruissnelheid van 83kts wordt gevlogen. Er zijn op dit moment ongeveer 900 C42's in gebruik. 

## V-Snelheden
De volgende V-snelheden horen bij de Ikarus C42 met een Rotax 912 Engine.
KIAS= Aangewezen Luchtsnelheid in knopen
- VR (rotatiesnelheid): 40 KIAS (74 km/h)
- VY (beste climbing snelheid): 62 KIAS (115 km/h)
- VA (manoeuvreren): 82 KIAS (152 km/h)
- VNO (maximale kruissnelheid): 105 KIAS (194 km/h)
- VNE (snelheid nooit te overschrijden): 121 KIAS (224 km/h)
- VFE (kleppen uit): 63 KIAS (117 km/h)
- VREF (40° flaps, nadering): 52 - 60 KIAS (96 - 111 km/h)
- VS0 (stall, kleppen uit): 33 KIAS (61 km/h)
- VS1 (stall, kleppen in): 42 KIAS (78 km/h)

## Algemene informatie
- Crew: 1
- Capaciteit: 1 passenger
- Lengte: 20 ft 6 in (6.25 m)
- Vleugelspanweidte: 31 ft 0 in (9.45 m)
- Hoogte: 7 ft 4 in (2.24 m)
- Vleugelopp.: 134.5 ft² (12.5 m²)
- Leeg gewicht: 583 lb (265 kg)
- Max takeoff gewicht: (depends on country) approx 1,041 lb (473 kg)
- Motor: 1× Rotax 912s flat-4 engine, 100 hp (75 kW) three-blade, ground adjusted, carbon fibre, fixed-pitch propeller

## Prestaties
- Actieradius: 432 mijl(375 nm, 695 km)
- Uitgebreide actieradius: 898 mijl (780 nm, 1,445 km) met langeafstandstanks
- Klimprestatie: 1050 ft/min (320 m/min)